# 盧氏県
盧氏県（ろし-けん）は中華人民共和国河南省三門峡市に位置する県。

## 政治

### 行政区画
- 鎮:城関鎮、杜関鎮、五里川鎮、官道口鎮、朱陽関鎮、官坡鎮、范里鎮、東明鎮、双竜湾鎮
- 郷:文峪郷、横澗郷、双槐樹郷、湯河郷、瓦窯溝郷、獅子坪郷、沙河郷、徐家湾郷、潘河郷、木桐郷

### 地方の最高行政官
- 趙致平:1939-1941
- 盧持久:1946 ~ 1947
- 宋川:1947.08-1947.11
- 張崇徳:1947.11-1951.03
- 史原:1951.03-1954
- 姜子清:1955-1955
- 王富国:1956.05-1960.02
- 楊清芬:1960.02-1960
- 胡暁光:1961.05-1968.04
- 雷春雲:1971.07-1972
- 肖志忠:1972-1978.04
- 喬良宏:1978.04-1979.08
- 郝玉江:1978.12-1980.05
- 夏鳳鳴:1980.05-1980.12
- 楊樹傑:1980.12-1984.06
- 範中勝:1992.06-1996.01
- 杜保乾:1996.01-2001.06
- 王振偉:2001.09-2008.06
- 王振清:2008.07-2012.05
- 王戦方:2012.07-2016.02
- 王清華:2016.03-

## 資源

### 水資源
盧氏県は黄河、長江両流域にまたがっており、県全体で2400余りの河川・渓流が流れ、そのうち流域面積100平方キロメートル以上の河川は14本。県全体の水資源量は8億4600万立方メートル、地表水の年間流出量は8億4000万立方メートルで、総開発利用量は4億6600万立方メートルに達する。

### 鉱物資源
盧氏県には52種類の鉱床があり、潜在経済価値は1兆元を超えている。モリブデンタングステン埋蔵量は3億トンで、河南省の上位に位置している。鉄鉱石の埋蔵量は7800万トン、長期埋蔵量は1.5億トンで、省で2番目に多い。安安鉱とリチウム鉱は河南省の特色ある鉱産物で、埋蔵量は全国の上位に位置している。南部の良質な化学石灰岩は長江以北で最も良質な化学石灰岩と考えられている。

## 参考資料
1. ↑   清清卢氏. 北京: 中国海关出版社. (2017). pp. 41. ISBN 978-7-5175-0210-4
2. ↑   清清卢氏. 北京: 中国海关出版社. (2017). pp. 40. ISBN 978-7-5175-0210-4